# Ga Mo Chit BTS
Ga Mo Chit (tiếng Thái: สถานีหมอชิต) là một ga BTS trên cao, trên tuyến  Tuyến Sukhumvit  ở quận Chatuchak, Bangkok, Thái Lan. Nhà ga nằm trên Đường cao tốc Phahon Yothin giữa Phahon Yothin Soi 18 và Soi 20. Nó nằm rất gần với Chợ Chatuchak nổi tiếng và có thể truy cập đến trạm xe buýt Mo Chit mới (Trạm xe buýt cuối phía Bắc và Đông Bắc Bangkok) bằng xe buýt hoặc taxi một cách dễ dàng (nhà ga nằm trên trạm xe buýt Mo Chit cũ, nơi sẽ trở thành công viên và cảng depot BTS).

## Địa danh xung quanh
Nhà ga kết nối trực tiếp đến Ga công viên Chatuchak MRT mở cửa vào năm 2004. Nó cũng nằm gần Bangkok Metro, một trong những tuyến tàu điện ngầm của Bangkok. Ngoài ra còn có BTS Depot, Công viên Chatuchak và Trạm xe buýt Mochit

## Bố trí ga
| U3 Sân ga | Bên hông tàu, cửa sẽ mở ra bên trái | Bên hông tàu, cửa sẽ mở ra bên trái                          |
| U3 Sân ga | Sân ga 1                            | Tuyến Sukhumvit hướng đi Ga Bearing BTS                      |
| U3 Sân ga | Sân ga 2                            | Tuyến Sukhumvit hướng đi Depot (↗) hoặc chuyển đường ray (←) |
| U3 Sân ga | Bên hông tàu, cửa sẽ mở ra bên trái |                                                              |
| U2        | Phòng chờ                           | Soát vé, bán vé, điều khiển ga, cửa hàng                     |
| G         | Đường đi                            | Công viên Chatuchak, lối vào Ga công viên Chatuchak MRT      |

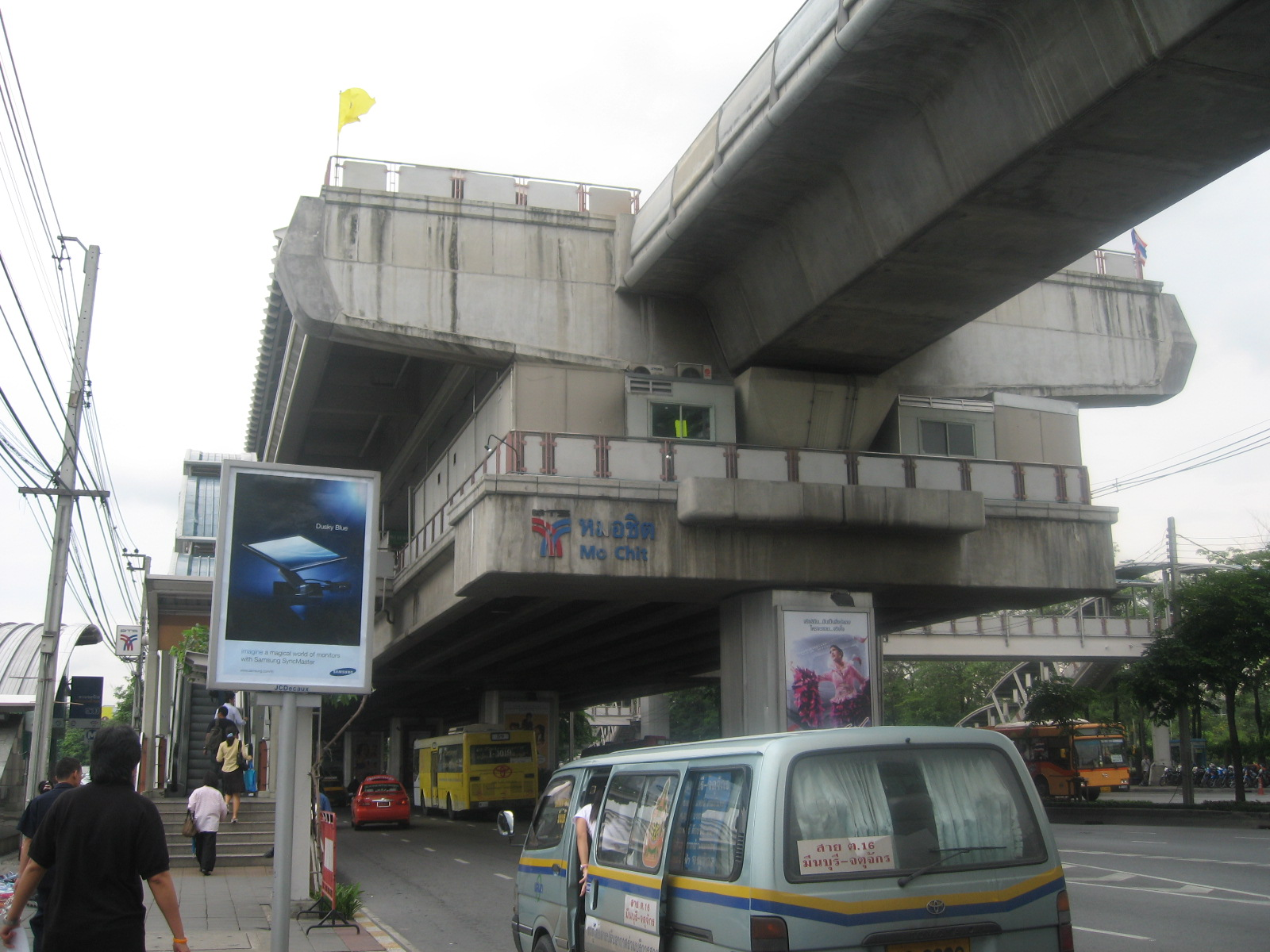
View from street level
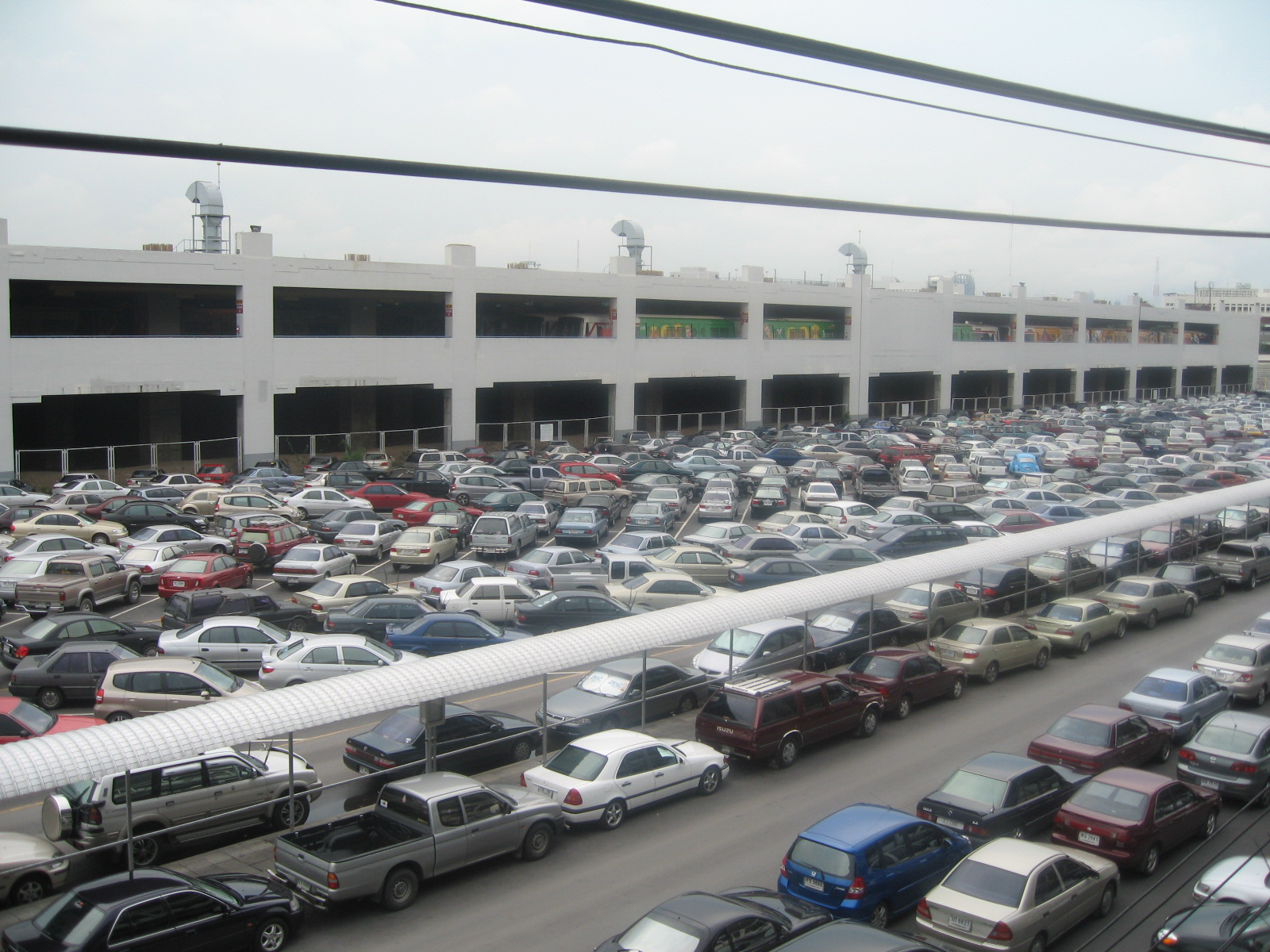
Depot
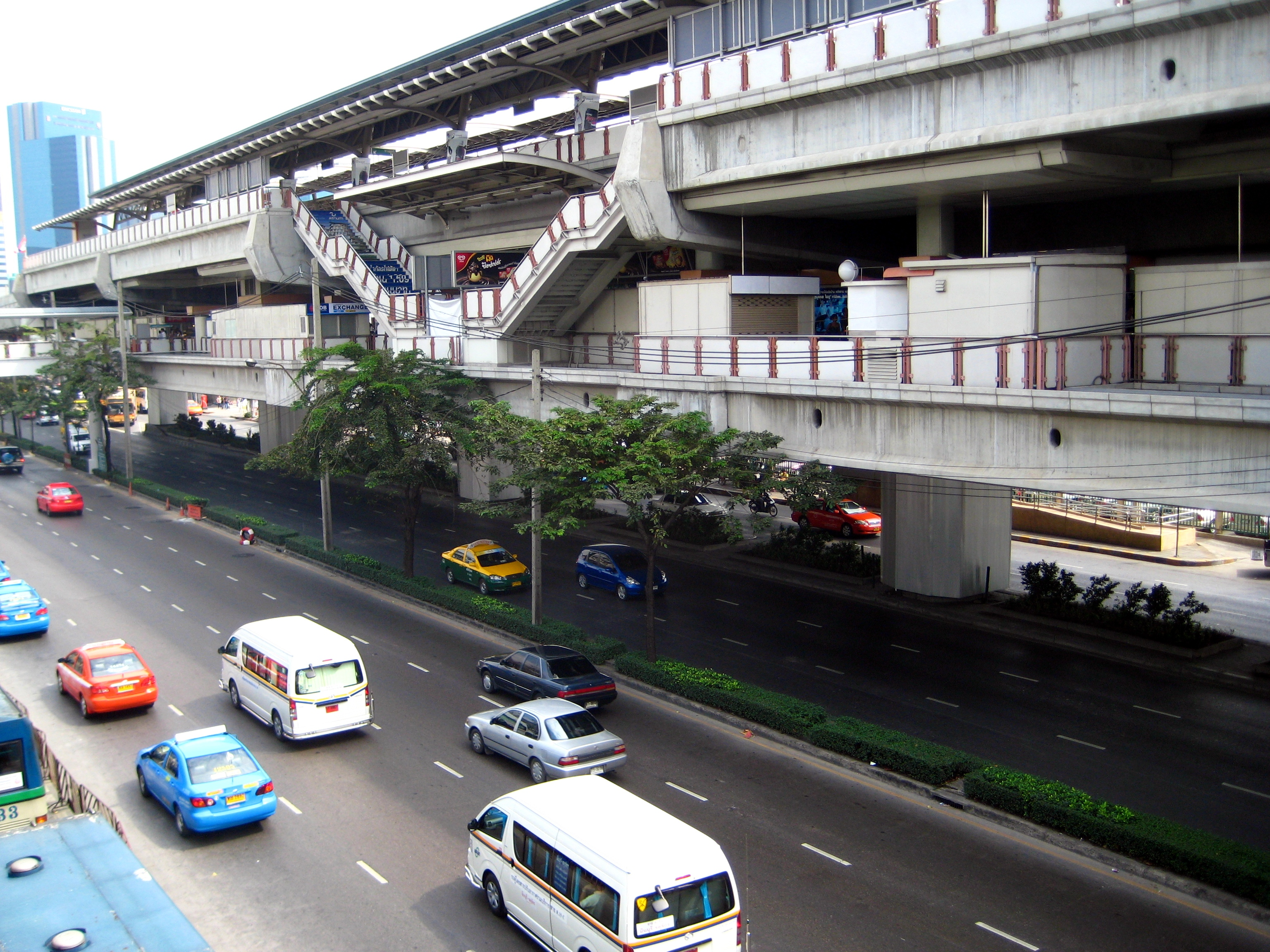
Side view